# Gibier de passage
Pour plus de détails, voir Fiche technique et Distribution.
Gibier de passage (Wildwechsel) est un téléfilm allemand réalisé par Rainer Werner Fassbinder, diffusé en 1973, d'après la pièce de théâtre de Franz Xaver Krœtz.

## Synopsis
Hanni, fille mineure d'un couple bourgeois fait la connaissance de Franz, un ouvrier de 19 ans et couche avec lui. Franz est dénoncé aux autorités par un camarade et condamné pour détournement de mineure.

## Fiche technique
- Titre français : Gibier de passage
- Titre original : Wildwechsel, d'après la pièce de Franz Xaver Krœtz
- Réalisation : Rainer Werner Fassbinder
- Assistante de réalisation : Irm Hermann
- Scénario : Rainer Werner Fassbinder
- Caméra : Dietrich Lohmann
- Montage : Thea Eymèsz
- Producteur exécutif : Gerhard Freund
- Rédaction : Rolf Defrank
- Décors : Kurt Raab
- Musique : Ludwig van Beethoven
- Pays d'origine : Allemagne
- Genre : drame
- Durée : 102 minutes
- Format : couleur — 35 mm
- Date de diffusion : 9 janvier 1973 (S.F.B.)

## Distribution
- Jörg von Liebenfels : Erwin
- Ruth Drexel : Hilda, la femme d'Erwin
- Eva Mattes : Hanni, leur fille
- Harry Baer : Franz
- Rudolf Waldemar Brem : Dieter
- Hanna Schygulla : le médecin
- Kurt Raab : le chef
- Karl Scheydt : un policier
- Klaus Löwitsch : un policier
- Irm Hermann : une fonctionnaire de police
- Marquard Bohm : un fonctionnaire de police
- Hedi Ben Salem : un ami